# Una pallottola per Erroll Flynn
Una pallottola per Erroll Flynn (titolo originale Bullet for a Star) del 1977 è il primo romanzo poliziesco scritto dallo scrittore statunitense Stuart M. Kaminsky, ed è anche il primo giallo della serie in cui indaga il detective privato Toby Peters di Los Angeles.

## Trama
Los Angeles, agosto 1940. Toby Peters, detective privato quarantenne, viene convocato agli studios della Warner Brothers per un incarico delicato, il tentativo di ricatto nei confronti dell'attore Errol Flynn.

## Personaggi principali
- Toby Peters, investigatore privato
- Errol Flynn, attore
- Harry Beaumont, attore
- Brenda Beaumont, attrice
- Humphrey Bogart, attore
- Peter Lorre, attore
- Edward G. Robinson, attore
- James Cagney, attore
- Mike Curtiz, regista
- Raoul Walsh, regista
- Don Siegel, regista
- Lynn Beaumont, figlia di Brenda
- Sheldon Minck, dentista, amico di Toby
- Phil Pevsner, fratello di Toby Peters, tenente della Squadra Omicidi

## Edizioni
- Stuart M. Kaminsky, Una pallottola per Erroll Flynn, collana Il Giallo Mondadori, n. 1761, Mondadori, 1982,  p. 143.

- Stuart M. Kaminsky, Una pallottola per Erroll Flynn, traduzione di Luciana Crepax, collana I Classici del Giallo Mondadori, n. 881, Mondadori, 2000,  p. 203.